# Hanácký župní přebor 1996/1997
V soubojích 6. ročníku Hanáckého župního přeboru 1996/97 (jedna ze skupin 5. fotbalové ligy) se utkalo 16 týmů každý s každým dvoukolovým systémem podzim–jaro. Tento ročník začal v srpnu 1996 a skončil v červnu 1997.

## Nové týmy v sezoně 1996/97
- Z Divize D 1995/96 ani z Divize E 1995/96 nesestoupilo do Hanáckého župního přeboru žádné mužstvo.
- Ze skupin I. A třídy Hanácké župy 1995/96 postoupila mužstva TJ MILO Olomouc (vítěz skupiny A), TJ Náměšť na Hané (vítěz skupiny B), TJ Sokol Dub nad Moravou (3. místo ve skupině B) a SK Hranice „B“ (14. místo ve skupině B).[1]

## Konečná tabulka
Zdroj: 
| Poř. | Tým                           | Z  | V  | R  | P  | VG | OG | B  |
| ---- | ----------------------------- | -- | -- | -- | -- | -- | -- | -- |
| 1.   | AFK Chropyně                  | 30 | 23 | 3  | 4  | 71 | 27 | 72 |
| 2.   | TJ Sigma Hodolany             | 30 | 19 | 8  | 3  | 68 | 18 | 65 |
| 3.   | TJ Jiskra Rýmařov             | 30 | 15 | 6  | 9  | 53 | 39 | 51 |
| 4.   | FK Hlubočky                   | 30 | 14 | 4  | 12 | 43 | 34 | 46 |
| 5.   | FK Jeseník                    | 30 | 13 | 7  | 10 | 28 | 25 | 46 |
| 6.   | TJ Tatran Litovel             | 30 | 12 | 9  | 9  | 38 | 30 | 45 |
| 7.   | SK Lipová                     | 30 | 9  | 13 | 8  | 45 | 43 | 40 |
| 8.   | SK Hranice „B“ (N)            | 30 | 11 | 6  | 13 | 42 | 44 | 39 |
| 9.   | TJ Náměšť na Hané (N)         | 30 | 10 | 8  | 12 | 43 | 46 | 38 |
| 10.  | TJ Sokol Dub nad Moravou (N)  | 30 | 10 | 8  | 12 | 35 | 47 | 38 |
| 11.  | TJ Agrostroj Prostějov        | 30 | 10 | 6  | 14 | 29 | 48 | 36 |
| 12.  | SK Bělkovice-Lašťany          | 30 | 8  | 10 | 12 | 38 | 46 | 34 |
| 13.  | TJ MILO Olomouc (N)           | 30 | 9  | 5  | 16 | 27 | 52 | 32 |
| 14.  | SKP Slovan Moravská Třebová   | 30 | 8  | 7  | 15 | 35 | 47 | 31 |
| 15.  | FC Kralice na Hané            | 30 | 7  | 12 | 11 | 35 | 42 | 24 |
| 16.  | Spartak VTJ Lipník nad Bečvou | 30 | 3  | 6  | 21 | 24 | 65 | 15 |

Poznámky:
- Z = Odehrané zápasy; V = Vítězství; R = Remízy; P = Prohry; VG = Vstřelené góly; OG = Obdržené góly; B = Body; (S) = Mužstvo sestoupivší z vyšší soutěže; (N) = Mužstvo postoupivší z nižší soutěže (nováček)
- Mužstvu FC Kralice na Hané bylo odečteno 9 bodů.[2][3]

|  | Postup do Divize E 1997/98                        |
|  | Sestup do I. A třídy Hanácké župy – sk. B 1997/98 |